# Werner Martignoni

Werner Martignoni

Werner Martignoni (Muri bei Bern, 28 mei 1927 – aldaar, 30 december 2024) was een Zwitsers politicus.
Werner Martignoni bezocht de lagere school te Muri en het gymnasium in Bern. Vervolgens studeerde hij economie aan de Universiteit van Bern. In 1953 promoveerde hij. Vanaf 1958 was hij redacteur bij de Neue Berner Zeitung. Van 1963 tot 1972 was hij directeur van de Zwitserse Verzekeringsmaatschappij.
Werner Martignoni was lid van de Zwitserse Volkspartij (tot 1971 Boeren-, Middenstanders- en Burgerpartij geheten). Van 1961 tot 1964 was hij wethouder te Muri en van 1965 tot 1974 was hij burgemeester (Gemeindepräsident) van die gemeente. Van 1966 tot 1974 was hij lid van de Grote Raad van Bern, het kantonsparlement.
Werner Martignoni was van 1974 tot 1986 lid van de Regeringsraad van het kanton Bern. Hij beheerde het departement Financiën. Hij hervormde in die functie de kantonsbelastingswetgeving en de financiële huishouding van het kanton Bern. Hij was een dominerende persoonlijkheid en had een aandeel in de oplossing van de "Jurakwestie" (hij was president van de Juradelegatie). Hij was van 1 juni 1976 tot 31 mei 1977 en van 1 juni 1985 tot 31 mei 1986 voorzitter van de Regeringsraad (dat wil zeggen regeringsleider) van het kanton Bern.
Van 1979 tot 1987 was Werner Martignoni tevens lid van de Nationale Raad (tweede kamer Bondsvergadering) en in 1979 werd hij naar voren geschoven als kandidaat-Bondsraadslid. Men koos echter Leon Schlumpf voor hem in de plaats.
Hij was lid van de administratieve raden van de Berner Kraftwerke, de kantonsbank en president van de Bernse Hypotheekbank.
In de jaren '80 van de 20e eeuw kwam naar voren dat hij nauw betrokken was bij het misbruiken van belasting- en loterijgelden ("Berner Finanzaffäre").